# Parnos
Os parnos (em latim: Parni; em grego clássico: Πάρνοι; romaniz.: párnos) ou aparnos (em latim: aparni; em grego clássico: Ἄπαρνοι; romaniz.: Aparnoi) eram um grupo étnico iraniano oriental que habitavam o vale do Oco (em grego: Ὧχος, Ochos) (atual Tejen), a sudeste do Mar Cáspio. Os parnos eram uma das três tribos da confederação dos Daas (Dahae).
Em meados do século III a.C., os parnos invadiram a Pártia, expulsaram os sátrapas gregos, que haviam acabado de conquistar a independência, e fundaram uma nova dinastia, conhecida posteriormente como a dinastia arsácida.

## Identificação
Não existem evidências claras dos parnos em fontes iranianas nativas, e todas as referências a estes povos vêm de relatos gregos e latinos. Nestes relatos, que não são necessariamente contemporâneos, é difícil identificar de maneira clara referências aos parnos, devido à inconsistência da nomenclatura e transliteração greco-latina, ou da semelhança com nomes de outras tribos, como os esparnos (Sparni) ou apartanos (Apartani) e os eparnos (Eparnoi) ou aspários (Asparioi). Os parnos podem também ser aparentados com uma ou mais destas tribos, e sua terra de origem poderia ter sido o sul da atual Rússia, de onde emigraram com outras tribos citas. A localização atual dos parnos daas é feita a partir da identificação dos parnos / daas (dahae) feita por Estrabão (Geografia 11, século I a.C.) na região do Mar Cáspio; corresponde ao 'Sacastão' histórico, que recebeu seu nome pelos sacas/citas.
Enquanto daas foi preservado no topônimo Daestão (Dahestan) / Diistão (Dihistan), um distrito na costa leste do Mar Cáspio; centros urbanos dos antigos daas, se eles o tinham, não são conhecidos.

## Língua
A língua[c] dos parnos não é atestada diretamente, porém assume-se que seja um dos substratos orientais da língua parta, registrada posteriormente, e que os parnos eventualmente adotaram. Para estes parnos recém-chegados pode-se atribuir uma forma de falar que mostra um forte elemento iraniano oriental, resultante de sua proximidade, nas estepes, com os sacas iranianos orientais. Através da influência dos partas na Armênia, traços do idioma parno sobrevivem, na forma de empréstimos, no armênio.
A língua dos parnos foi descrita pelo historiador romano Justino como "um intermediário entre o cita e o meda, [e] que contém características de ambos." (41.1.10). Sua opinião, expressa somente no século III d.C., é considerada como "indubitavelmente um pouco exagerada", e tem uma veracidade questionável devido à ambiguidade dos nomes.

## Ascensão
Em 247 a.C., Andrágoras, o governador (sátrapa) selêucida da Pártia (aproximadamente correspondente ao oeste do Coração) proclamou independência dos selêucidas, quando - após a morte de Antíoco II - Ptolemeu III assumiu o controle da capital selêucida em Antioquia, "deixando o futuro da dinastia selêucida, por um breve momento, em perigo."
Neste meio tempo, um homem chamado Ársaces, de origem cita ou bactriana,[a] foi eleito líder das tribos parnas. Após a secessão da Pártia do Império Selêucida, e a perda resultante do apoio militar selêucida, Andrágoras teve dificuldade em manter suas fronteiras, e por volta de 238 a.C. - sob o comando de Ársaces e seu irmão Tiridates, - os parnos invadiram a Pártia e tomaram controle de Astabene (Astawa), a região norte daquele território, cuja capital administrativa era Kabuchan (Kuchan).
Pouco tempo depois os parnos tomaram controle do resto da Pártia das mãos de Andrágoras, matando-o durante o processo. Embora uma expedição punitiva inicial, empreendida pelos selêucidas sob a liderança de Seleuco II, não tenha sido bem-sucedida, sob o comando de Antíoco III os selêucidas reconquistaram território controlado pelos arsácidas, em 209 a.C., de Ársaces ou do sucessor de Tiridates,[b]) Ársaces II. Ársaces II procurou então estabelecer um acordo de paz, e aceitou o status de vassalo; somente durante o reinado do neto (ou bisneto) de Ársaces II, Fraates I, os arsácidas/parnas começariam novamente a reivindicar sua independência.
Para os historiógrafos sobre cuja documentação a reconstrução da história inicial dos arsácidas depende, os parnos já tinham então se tornado indistinguíveis dos partas.

## Legado
A conquista de Astabene em 238 a.C. marca nominalmente o início da era arsácida, termo que vem de Ársaces, nome adotado por todos os reis partas. "Ársaces" é uma variante do (também grego) "Artaxerxes," e os dinastas arsácidas alegavam descender de Artaxerxes II. A partir de Astabene e da Pártia (que seria posteriormente ampliada para o sul, incluindo boa parte do atual Sistão), os arsácidas subjugaram gradualmente muitos dos reinos vizinhos, a maior parte dos quais foi controlada a partir de então tornando-se vassalos. A partir da revolta bem-sucedida, em 224 d.C., de um antigo vassalo de Estacar chamado Artaxer I (em grego, novamente, Ársaces/Artaxerxes), a hegemonia arsácida/parta começou a dar lugar a uma hegemonia sassânida/persa.
O nome "Parni" reaparece nos documentos do período sassânida identificando uma das sete famílias feudais partas aliadas com a corte sassânida. A família, no entanto, não é atestada em fontes do período arsácida, e a pretensão ao nome dos "parnos" provavelmente não está (bem como quatro das seis outras famílias) de acordo com a realidade. É possível que seus membros tenham forjado suas próprias genealogias visando enfatizar a antiguidade de suas famílias.
Sugeriu-se que os Montes Parnau (Paran Koh) teriam relação com o nome dos parnos.